# Мантовани, Андреа
Андре́а Мантова́ни (итал. Andrea Mantovani; 22 июня 1984, Турин) — итальянский футболист, защитник.

## Клубная карьера
Родился 22 июня 1984 года в городе Турин. Воспитанник футбольной школы клуба «Торино». За первую команду дебютировал в Серии А 19 января 2003 года в игре против «Комо», заменив Джанлуку Комотто. Всего к концу сезона сыграл в 8 матчах чемпионата, а команда заняла последнее место и вылетела во второй дивизион. После этого следующий сезон игрок провёл в аренде в другой команде второго дивизиона «Триестина», где был основным игроком. После возвращения в туринский клуб Мантовани сыграл за него ещё один сезон.
Своей игрой за последнюю команду привлёк внимание представителей тренерского штаба «Кьево», в состав которого присоединился в 2005 году вместе с одноклубником Джованни Маркезе. Отыграл за второй по титулованности клуб из Вероны следующие шесть сезонов своей игровой карьеры. Большую часть времени, проведённого в составе «Кьево», являлся основным игроком защиты команды, сыграв 169 игр во всех турнирах, в том числе дебютировав и в еврокубках, сыграв с командой в сезоне 2006/07 как в Лиге чемпионов, так и в Кубке УЕФА.
6 июля 2011 года Мантовани за 3,5 миллиона евро перешёл в «Палермо», с которым он подписал четырёхлетний контракт и таким образом отправился за своим тренером в «Кьево» Стефано Пиоли, который накануне тоже перешёл на работу в этот клуб. Впрочем, в новой команде Мантовани закрепиться так и не удалось, а после увольнения Пиоли вообще потерял место в основе и вынужден был отправиться в аренду в «Болонью», а затем и вообще покинул клуб на правах свободного агента, расторгнув контракт по обоюдному согласию 11 сентября 2014 года.
Впоследствии защищал цвета клубов нижнелиговых «Перуджа», «Виченца» и «Новара».

## Карьера в сборной
В 2000 году дебютировал в составе юношеской сборной Италии. С командой до 16 лет стал четвертьфиналистом юношеского чемпионата 2001 года в Англии, а с командой до 19 лет стал победителем юношеского чемпионата 2003 года в Лихтенштейне. Всего принял участие в 45 играх на юношеском уровне, отличившись одним забитым голом.
В течение 2003—2007 годов привлекался в состав молодёжной сборной Италии, с которой был участником молодёжных чемпионатов Европы в 2006 и 2007 годах, но в обоих турнирах итальянцы не вышли из группы. В общей сложности на молодёжном уровне сыграл в 19 официальных матчах.

## Достижения
«Кьево»
- Победитель Серии В: 2007/08

Сборная Италии
- Чемпион юношеского чемпионата Европы (до 19 лет): 2003